# Helene Behrens
Helene Behrens (* 30. Dezember 1915 in Badingen; † ?) war eine deutsche Landwirtin und Politikerin.

## Leben
Behrens trat der NSDAP bei. Sie war Feldbaumeisterin und stellvertretende Vorsitzende der LPG Ernst Thälmann in Badingen. Sie war überdies Mitglied des Bezirksvorstandes Magdeburg der Vereinigung der gegenseitigen Bauernhilfe (VdgB). Behrens war zudem als Einzelbäuerin und Arbeitsgruppenleiterin in der LPG tätig.
Behrens war Abgeordnete der Volkskammer der DDR in der Wahlperiode von 1963 bis 1967.